# Russkaja (zespół muzyczny)
Russkaja (napis stylizowany: ЯUSSKAJA) – austriacki zespół muzyczny z Wiednia.
Brzmienie grupy, określane przez nich samych jako „Russian Turbo Polka Metal” jest połączeniem polki, ska i tradycyjnej muzyki rosyjskiej. Grupa została założona w 2005 roku przez byłego wokalistę zespołu Stahlhammer – Georgija Makazarię. Zespół podpisał umowę z niezależną austriacką wytwórnią Chat Chapeau w 2006 roku, a następnie z Napalm Records.

## Skład
Obecni członkowie zespołu
- Georgij Alexandrowitsch Makazaria – wokal prowadzący
- Dimitrij Miller – gitara basowa
- Engel Mayr – gitara prowadząca
- Ulrike Müllner – skrzypce
- Rainer Gutternigg – trąbka
- H-G. Gutternigg – trąbka basowa
- Mario Stübler – perkusja

Byli członkowie zespołu
- Titus Vadon – perkusja
- Zebo Adam – gitara prowadząca
- Antonia-Alexa Georgiew – skrzypce

## Dyskografia

### Albumy studyjne
| Rok  | Tytuł                      | Najwyższe notowania na Ö3 Austria Top 40 |
| ---- | -------------------------- | ---------------------------------------- |
| 2008 | Kasatchok Superstar        | 15                                       |
| 2010 | Russian Voodoo             | 36                                       |
| 2013 | Energia!                   | 47                                       |
| 2015 | Peace, Love & Russian Roll | 42                                       |
| 2017 | Kosmopoliturbo             | 27                                       |
| 2019 | No One Is Illegal          | 48                                       |

### EPki
- Dawai, Dawai (2006)
- Barada (2013)

### Single
- „Dope Shit” (2007)
- „More” (2008)
- „Kasatchok Superstar the Song” (2009)
- „Hammer Drive” (Download-only) (2010)
- „Rock’n’Roll Today” (2015)
- „Mare Mare” (2017)
- „Alive” (2017)[5]